# Lydnad
Lydnad är att följa en eller flera människors vilja.